# William Cavendish, 6.º Duque de Devonshire
William George Spencer Cavendish, 6.º Duque de Devonshire (Paris, 21 de maio de 1790 – Derbyshire, 18 de janeiro de 1858) foi um nobre e político inglês, às vezes chamado de "O Duque Solteirão".

## Biografia
Nascido em Paris, William Cavendish tornou-se Duque de Devonshire aos 21 anos, com a morte de seu pai, em 1811. Sua mãe, Georgiana Cavendish, Duquesa de Devonshire tinha falecido em 1806. Juntamente com o título, ele herdou oito casas de campo e 200.000 acres de terra (809 km²). O duque logo se dedicou à reforma das casas e ao cuidado dos jardins, inclusive com a reconstrução do vilarejo de Edensor, em Derbyshire. Em 1845 ele publicou o livro Handbook to Chatsworth and Hardwick, um manual sobre a história das duas principais propriedades da família, Chatsworth House e Hardwick Hall. Ele também viajava freqüentemente.
William foi o camareiro-mor do rei Guilherme IV e um amigo próximo do Czar Nicolau I da Rússia, em cuja coroação, em 1826, foi nomeado Embaixador Extraordinário do Império Russo. Entre outros amigos importantes, estavam Antonio Canova, Charles Dickens e seu próprio jardineiro, Sir Joseph Paxton.
O sexto Duque de Devonshire tinha duas irmãs, e ambas se casaram bem. Uma de suas sobrinhas, Lady Blanche Howard, casou-se com seu herdeiro presuntivo, o 2.° Conde de Burlington (neto de Lord George Cavendish, primeiro conde de Burlington e irmão mais jovem do 5.° Duque de Devonshire). Infelizmente, Lady Burlington morreu, e o seu viúvo não casou-se pela segunda vez, mesmo quando ele sucedeu o sexto duque em 1858.
Muito da correspondência particular do sexto duque, incluindo cartas endereçadas para suas amantes (uma das quais ele instalou proximamente), foi destruído por seus parentes vitorianos. Ele intencionada se casar com Caroline Lamb, sua prima, mas ela se casou William Lamb, 2.º Visconde Melbourne, o que ele achou devastador. Como o duque não deixou filhos quando morreu aos 67 anos, o ducado passou para seu primo, William Cavendish, 2.° Conde de Burlington.

## Banana Cavendish

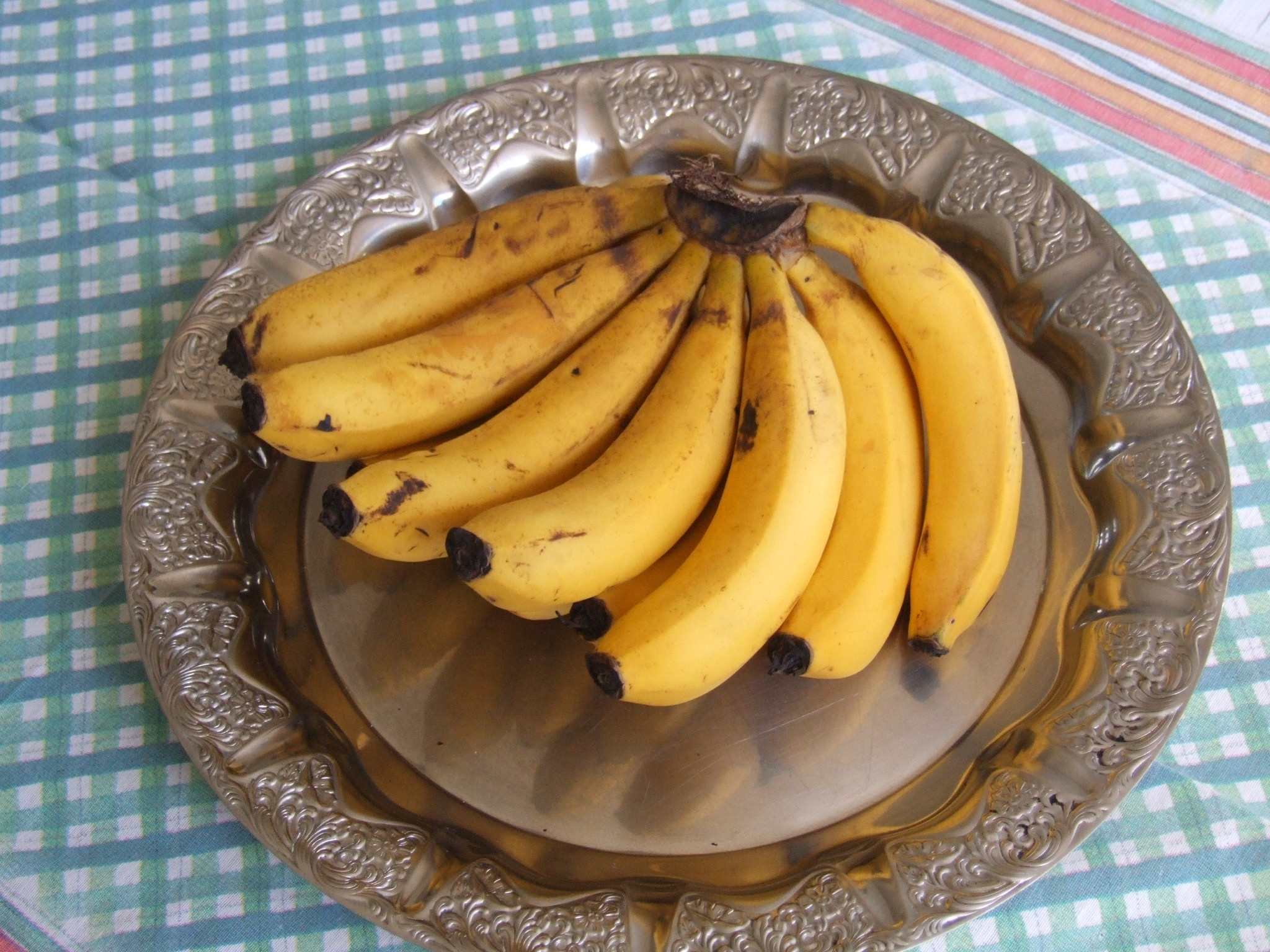
Banana Cavendish

A variedade de banana "Cavendish" (a mais produzida na actualidade) deve a sua origem e o seu nome a William, em cujas estufas foram produzidas as primeiras plantas desta cultivar.